# Флора (фрегат, 1839)
«Фло́ра» — 44-гарматний вітрильний фрегат Чорноморського флоту Російської імперії. Учасник першого в історії бою між вітрильними і паровими кораблями.

## Історія
Закладений у Миколаєві 24 листопада 1837 року, головний будівник — капітан корпусу корабельних інженерів О. С. Акімов. Після спуску на воду 21 вересня 1839 року увійшов до складу Чорноморського флоту Російської імперії.
У 1841, 1843, 1846—1849 і 1851—1852 роках у складі ескадр перебував у практичних плаваннях у Чорному морі. У грудні 1841 року фрегат «Флора» доставив російські війська в укріплення Святого Духа в Адлер. У 1842, 1844 і 1850 роках фрегат із загоном перебував у крейсерстві біля кавказьких берегів.
У 1845 році на чолі загону віцеадмірала Федора Літке, що, окрім «Флори», мав у собі корвет «Андромаха», бриг «Персей» і шхуну «Дротик», фрегат ходив уздовж берега Чорного моря з метою ознайомлення з театром князя Костянтина Миколайовича.

### Під час Кримської війни
З травня по вересень 1853 року корабель був у практичному плаванні в Чорному морі. 16 червня проведено навчальну битву, під час якої фрегат зробив 82 постріли. У вересні 1853 року в складі ескадри перевіз з Одеси до Севастополя 14-ту піхотну дивізію.

#### Бій з турецьким флотом
У жовтні 1853 року фрегат, перебуваючи у складі загону контрадмірала М. Н. Вукотича, вийшов у крейсерство із Севастополя до Сухум-Кале. 6 листопада (за іншими даними, 9 або 11 листопада), за 12 миль від мису Піцунда, фрегат «Флора», що йшов під командуванням капітан-лейтенанта А. М. Скоробогатова, був атакований трьома турецькими пароходофрегатами під командуванням адмірала Мустафи-паші: 22-гарматним пароплавом «Таїф» і 20-гарматними «Файзі-Бахрі» та «Саїк-Шкаде».
Сумарно турецькі кораблі мали шість 10-дюймових гармат, дванадцять 36-фунтових, сорок чотири 18-фунтових і 900 осіб екіпажу. При цьому за деякими даними турецькими пароплавами командував англійський адмірал Адольфус Слейд, який брав участь у бою турецьких кораблів проти брига «Меркурій» у 1829 році.
Зустрівшись із «Флорою», турецькі кораблі попрямували до її носової частини і відкрили вогонь, але фрегат ухилився під вітер і не допустив ураження поздовжнім вогнем ворога. Виконуючи маневр, фрегат повернувся до ворога лівим бортом і відкрив батальний вогонь, що тривав близько двадцяти хвилин. Через влучність вогню з російського корабля, турецьким пароплавам довелося припинити вогонь і відступити. Пароплави, що відійшли, зійшлися для наради, яка тривала близько десяти хвилин. Скоробогатов скористався цим часом, щоб закрити пробоїну і зайняти початкове положення.
Після наради пароплави відновили атаку. На другу атаку «Флора» відповіла повторенням першого маневру і батального вогню з того ж лівого борту. Цього разу вогонь тривав близько тридцяти хвилин, після чого турецькі кораблі знову відступили. Турецький флот повторював спроби нападу з другої до шостої години, після чого відійшов і залишався поза межами досяжності до світанку, а «Флора» попрямувала до берега.
Наступного ранку на турецькому пароплаві «Таїф» було піднято віцеадміральський прапор. О пів на шосту за чотири милі від берега з'явилася російська шхуна «Дротик» із викинутими веслами. Два турецьких пароплави пустилися в погоню, а адміральський корабель продовжив переслідування «Флори». Побачивши, що шхуні загрожує небезпека, капітан Скоробогатов вирішив атакувати адміральський пароплав, що переслідував його, щоб змусити два інших пароплави надати йому допомогу і припинити переслідування «Дротика».
Пароплави дійсно повернулися, щоб надати допомогу головному кораблю. Оскільки всі три пароплави трималися поруч, «Флорі» вдалося завдати їм значної шкоди. До дев'ятої години ранку пароплави відступили. Коли турецький флот перебував поза межами досяжності вогню, адміральський пароплав був узятий на буксир.
Бій проходив в умовах маловітря і фрегат мав лише півтора-два вузла ходу. За час бою з «Флори» було випущено 437 ядер. Фрегат отримав дві надводні пробоїни, серед екіпажу втрат не було. Це було пов'язано з поганою, занадто квапливою стрільбою турецьких екіпажів і з тим, що їхні постріли були, головним чином, спрямовані на пошкодження такелажу, з метою позбавити «Флору» можливості маневрування.

#### Під час оборони Севастополя
У лютому 1854 року фрегат перебував на позиції на Севастопольському рейді, після чого був поставлений на шпринг біля Графської пристані.
2 вересня екіпаж «Флори» увійшов до складу 34-го батальйону, гармати з корабля також увійшли в систему оборони Севастополя. Сам корабель був затоплений 11 вересня 1854 року біля входу в Севастопольську бухту навпроти Олександрівської батареї. Після війни під час розчищення Севастопольської бухти корпус корабля було підірвано.

## Командири
- К. І. Істомін (1840 — вересень 1841);
- К. С. Кутров (вересень 1841 — 1842);
- П. М. Юхарін (1843—1845);
- В. А. Власьєв (1846);
- К. С. Кутров (1847—1849);
- Л. А. Єргомишев (1849 — 6 грудня 1851);
- П. І. Барановський (6 грудня 1851 — 1852);
- А. М. Скоробогатов (1853).